# Francos Viejo
Francos Viejo es una localidad del término municipal de Machacón, provincia de Salamanca, Comunidad Autónoma de Castilla y León, España.
Se integra dentro de la comarca del Campo Charro. Pertenece al partido judicial de Salamanca.

## Demografía
| Gráfica de evolución demográfica de Francos Viejo entre 2000 y 2015                      |
|                                                                                          |
| Fuente: Instituto Nacional de Estadística de España - Elaboración gráfica por Wikipedia. |

## Monumentos
- Iglesia de San Cipriano, pequeño templo románico.